# Pavla Kladivová
Pavla Kladivová (* 3. října 1984 Kladno) je česká MMA zápasnice, několikanásobná mistryně republiky v silovém trojboji, vzpírání a zvedání kamene, trenérka a zakladatelka gymů Aréna Pavly Kladivové. Úspěchy ve vzpírání získala i na Mistrovství světa a Mistrovství Evropy. Drží světový rekord ve zvedání kamene a několik českých rekordů v bench pressu.
Mezi lety 2008 a 2014 byla českou reprezentantkou ve vzpírání.
Studovala na VŠCHT v Praze.

## Sportovní kariéra
Už jako malé dítě začínala s baletem a gymnastikou a na osmiletém sportovním gymnáziu dělala atletiku. Po několika letech jí nemoc vyřadila ze sportovního života a nemohla dál běhat. Mohla ale navštěvovat posilovnu a tím se její sportovní dráha přeorientovala na silový trojboj. Své první medaile z mezinárodního závodu si přivezla ze Slovenska z Mistrovství Evropy juniorů v roce 2006 a stejný rok na Mistrovství světa v bulharské Sofii již vybojovala mezi juniory medaile zlaté.
Se vzpíráním začala ve svých 23 letech. V letech 2007 až 2013 byla českou reprezentantkou ve vzpírání, získala několik titulů české mistryně a národních rekordů. Úspěšná byla i na v mezinárodních závodech. Se vzpíráním skončila v roce 2014. Poté se vrátila na jeden závod k silovému trojboji a na Mistrovství Evropy 2015 získala třetí místo.
Bojovým sportům se začala věnovat v roce 2016; o rok později vyhrála svůj první profesionální zápas v thajském boxu a Mistrovství Evropy K1 WKU. Na jaře 2023 podepsala smlouvu s organizací BKFC na zápasy v boxu bez rukavic. Kvůli špatné komunikaci ale v březnu 2024 přešla do jiné americké organizace, BYB Extreme Bare Knuckle.
Během své sportovní kariéry utrpěla několik úrazů, například operaci ramene, vykloubenou klíční kost, tři zlomené obratle nebo zlámané prsty na nohou. V únoru 2016 si při tréninku MMA zlomila krční ploténku a v květnu s ní podstoupila operaci.

## Tituly a úspěchy

### Silový trojboj[3][11]
2006 – 1. místo na Mistrovství světa juniorů IPF, Bulharsko
2007 – 1. místo na Mistrovství Evropy juniorů IPF (do 67,5)
2007 – 1. místo na Mistrovství ČR juniorů a dorostenců, České Budějovice (do 75 kg)
2014 – 1. místo na Mistrovství ČR s mezinárodní účastí, Frýdlant (do 72 kg)
2015 – 1. místo na Mistrovství ČR v klasickém benchpressu, Frýdlant (do 84 kg)
2015 – 3. místo na Mistrovství Evropy, Plzeň (do 72 kg)
2016 – 1. místo na Mistrovství ČR, Lukov (do 72 kg)

### Vzpírání[4]
2007–2012 – vítězství na mistrovství ČR
2010 – 27. místo na Mistrovství světa, Antaya (do 69 kg)
2012 – 8. místo na Mistrovství Evropy, Antaya (do 75 kg)
Zlatá činka – anketa Českého svazu vzpírání
- 1. místo v roce 2012
- 2. místo v lezech 2008, 2010 a 2011
- 3. místo v roce 2009

### Zvedání kamene
Světový rekord ve zvedání kamene (200 kg)
1. místo na Mistrovství ČR v letech 2007–2009

## MMA výsledky[13]

### Profesionální kariéra
| Výsledek | Soupeřka           | Událost                                   | Datum           | Metoda           | Kolo | Čas  |
| -------- | ------------------ | ----------------------------------------- | --------------- | ---------------- | ---- | ---- |
| Prohra   | Elsa Hemat         | HMMA 14 - Hexagone MMA 14                 | 10. března 2024 | KO/T (Punches)   | 2    | 0:00 |
| Výhra    | Victoria Syniavina | Heroes Gate 27: Česko vs Ukrajina         | 27. května 2023 | KO/T (Punches)   | 2    | 3:05 |
| Výhra    | Lexi Rook          | PAWFC 2                                   | 27. srpna 2022  | Decision (Split) | 3    | 5:00 |
| Výhra    | Elina Tauber       | Real Fight Arena 2 - RFA 2: Grand Opening | 14. května 2022 | KO/T (Punches)   | 1    | 3:11 |
| Výhra    | Natálie Vacková    | Clash of the Stars 9: SKANDÁL!            | 7. září 2024    | KO/T (Punches)   | 1    | 0:08 |

### Amatérská kariéra
| Výsledek | Soupeřka             | Událost                                              | Datum              | Metoda           | Kolo | Čas  |
| -------- | -------------------- | ---------------------------------------------------- | ------------------ | ---------------- | ---- | ---- |
| Prohra   | Tatiana Postarnakova | 2019 IMMAF-WMMAA World Championships - Day 3, Cage 4 | 13. listopadu 2019 | Decision         | 3    | 3:00 |
| Výhra    | Melissa Mullins      | 2019 IMMAF-WMMAA World Championships - Day 2, Cage 3 | 12. listopadu 2019 | Decision (Split) | 3    | 3:00 |
| Výhra    | Leah Watson          | WCFL 24 - World Class Fight League 24                | 1. ledna 2019      | Decision         | 3    | 3:00 |

## Aréna Pavly Kladivové
Jako trenérce jí vadili komerční crossfit trenéři. V roce 2013 mimo jiné prodala i své auto a otevřela první pobočku Arény v pražských Nuslích ve staré tovární hale. Tréninky založila na cvičení s vlastní vahou a kettlebellem, rozvoj síly, flexibility, kondice a zdraví.
V říjnu 2016 byla otevřena druhá pobočka v Jinonicích a v únoru 2018 třetí na Praze 1 poblíž Václavského náměstí. Pobočka v Nuslích byla uzavřena v důsledku pandemie covid-19 v roce 2020.
Pavla Kladivová v Aréně nadále nefiguruje. Vedení převzal investor. Pavla prodala svůj podíl za 1 Kč.